# Opsesivno-kompulzivni poremećaj
Opsesivno-kompulzivni poremećaj (OKP ili eng. OCD) pripada skupini psiholoških poremećaja koju danas znanstvenici zovu anksiozni poremećaji ili neuroze.

## Opis
Opsesije su neugodne i uznemirujuće ideje, misli, slike ili impulsi koji neprestano ulaze u um ponavljajući se. Osoba s OKP-om smatra da opsesivne misli dolaze iz njezina uma, a ne izvana. Opsesije nisu pretjerane brige o stvarnim životnim problemima.
Kompulzije su ponašanja ili radnje za koje osoba s OKP-om osjeća da ih mora izvršit iako većinom zna da su to besmisleni i pretjerani rituali. Vrlo je teško oduprijeti im se jer se osoba s OKP-om osjeća anksioznom dok ne izvrši ritual.
Krug opsesivno-kompulzivnog poremećaja: opsesija - anksioznost - kompulzija - olakšanje.
Shema iznad prikazuje tipičan krug osobe koja ima opsesivno-kompulzivni poremećaj. Opsesije uzrokuju anksioznost što uzrokuje da se osoba s OKP-om upusti u kompulzije pokušavajući smanjiti anksioznost uzrokovanu opsesijama. Izvršavanjem ovih kompulzija ili rituala ne rezultira trajnom promjenom ili trajnim olakšanjem, naprotiv, opsesivno-kompulzivni simptomi pogoršavaju se.

## Simptomi
Simptomi mogu uključivati ponavljajuće pranje ruku, nametljive, neželjene i odbojne seksualne ili agresivne misli, prevelika okupiranost određenim religijskim uvjerenjima, averzija prema neparnim brojevima i živčane navike (otvaranje i zatvaranje vrata određeni broj puta prije nego što se ulazi ili izlazi iz sobe). Ovi simptomi mogu biti otuđujući, a često uzrokuju teške emocionalne i financijske teškoće. Osobe koje pate od OKP-a uglavnom u nekom trenutku prepoznaju svoje misli i kompulzivne radnje kao neracionalne.
Kod svih osobe koje imaju OKP pojavljuju se uznemirujuće, nametljive misli i pitanja ili neželjene/neprikladne mentalne slike, zastrašujući impulsi koji kod osoba uzrokuju ekstremnu tjeskobu jer su suprotni/nisu u skladu s karakterom, željama ili poviješću pojedinca. Dok oni koji ne boluju od OKP-a instinktivno mogu odgovoriti na bizarne, nametljive misli ili impulse kao na dio normalnog odstupanja u ljudskom umu, netko s OKP-om odgovorit će na njih strahom, nakon čega slijedi intenzivan pokušaj neutraliziranja misli. 

### Uobičajeni tipovi opsesija osoba s OKP-om:
Odgovornost: pretjerana zabrinutost za nečije dobro. Obilježeno je posebno osjećajem krivnje vjerujući da su oštetili ili bi mogli naškoditi (namjerno ili nenamjerno) nekome. [8]
Seksualnost: rekurentne sumnje o vlastitoj seksualnoj orijentaciji (eng. HOCD).  Ljudi s ovom opsesijom imaju potpuno različit skup simptoma od onih koji doživljavaju stvarne krize o svojoj seksualnosti. 
Osobe koje su heteroseksualne strahuju od toga da postanu homoseksualnom. Pitanje Jesam li gay?/Što ako postanem gay? ima patološke obrasce. Mnogi ljudi s ovom vrstom opsesije u ispunjenim su ljubavnim vezama s pripadnicima suprotnog spola. Te su osobe heteroseksualne.
Osobe koje su homoseksualne ili biseksualne u stvarnosti strahuju od toga da postanu heteroseksualnom.
Strah od toga da će ga/je privući član vlasitite obitelji.
Seksualne misli o Bogu, svecima ili religijskim figurama također pripadaju ovoj kategoriji.
- POCD (hrv. pedofilski OKP): strah od toga da postane pedofil.

- ROCD (hrv. vezni OKP): strah od toga da ne voli svojega partnera. Tomu pripada i strah od prevare partnera i strah da će partner prevariti tu osobu.

Nasilje u obitelji: stalan strah od toga da nasilno našteti ili ubije sebe ili osobu koju voli. 
Religioznost: nametljive misli ili impulsi koji se vrte oko bogohulnih i svetogrdnih tema, strah od gubitka doticaja s Bogom ili vjerom ili strah od glasnog vikanja ili bogohulnosti na području crkve Neki oboljeli izgovaraju određene molitve više puta. Osobe s ovakvim mislima ponekad počnu izbjegavati crkvu zbog straha od misli. 
Zdravlje: dosljedni strahovi od imanja bolesti (razlikuje se od hipohondrije) kroz naizgled nemoguća sredstva (poput dodirivanja objekta koji je upravo bio u kontaktu s nekim s bolešću) ili nepovjerenje u dijagnostički test. 

### Uobičajene kompulzije OKP-a:
Provjera: opsesivan strah od neke štete, požara itd. Provjera je kompulzivna radnja. Najčešće su provjere: plina, brava, prozora, svjetala, automobilskih vrata itd. Provjeravaju i po nekoliko stotina puta, a može trajati satima. 
Kontaminacija: potreba za pranjem i/ili čišćenjem. Strah od prljanja nekom od tjelesnih izlučevina, azbestom, itd. Osobe često peru ruke i/ili čiste sve dok ne dobiju osjećaj da je čisto. 
Ruminacije: Misli o neproduktivnim pitanjima. To su filozofska, metafizička ili religiozna pitanja o počecima svemira itd. 

### Čisti O (Pure O)
Čisti O (Pure O) manje je poznat oblik OKP-a. Rituali kod ove skupine većinom se svode na mentalne rituale.
Priroda i tip PURE O-a uvelike varira.  

## Liječenje

### Psihoterapija

#### Bihevioralna i kognitivna terapija
Jedna od bihevioralno-kognitivnih terapija u liječenju opsesivno-kompulzivnog poremećaja jest Metoda 4 koraka američkog psihijatra Jeffreyja M. Schwartza opisana u njegovoj knjizi Brain Lock.
Prilikom opsesivnih misli i kompulzivnih (prinudnih, prisilnih) ponašanja pomaže saznanje o značajnim naprecima u tretmanu opsesivno-kompulzivnog poremećaja. U posljednjih 20 godina bihevioralna terapija pokazala se uspješnom u tretmanu OKP-a.
Koncept samoliječenja, kao dio bihevioralne terapije, najveći je napredak, a ovom metodom uči se kako postati vlastiti bihevioralni terapeut, kako razviti razumijevanje i riješiti se opsesivnih misli kroz 4 koraka:
1. reimenovanje
2. pripisivanje stvarnom uzroku
3. refokusiranje
4. revalorizacija

### Liječenje antipsihoticima
|  | Molimo pročitajte upozorenje o korištenju medicinskih informacija. Ne provodite liječenje bez savjetovanja s liječnikom! |